# BYD Sea Lion 05
BYD Sea Lion 05 – hybrydowy samochód osobowy typu SUV klasy średniej produkowany pod chińską marką BYD od 2024 roku.

## Historia i opis modelu

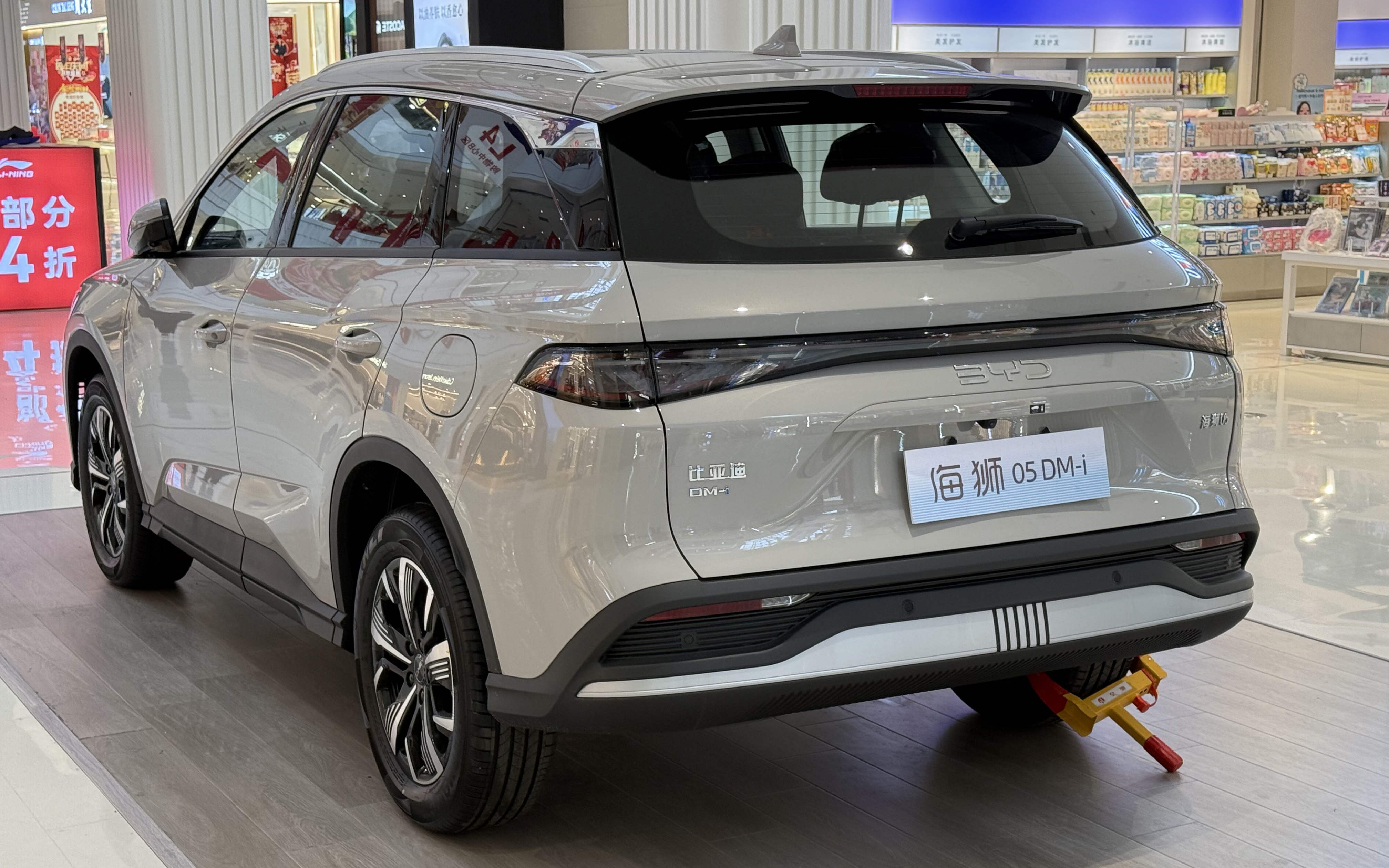
BYD Sealion 05 DM-i - tył

Na początku września 2024 roku BYD Auto przedstawił równolegle dwa, blisko spokrewnione ze sobą hybrydowe SUV-y. Oprócz kolejnej generacji modelu Song Pro został nim zupełnie nowy Sea Lion 05, poszerzający nie tylko linię modelową "Ocean", ale i będąc kolejnym produktem z "Sea Lion" w nazwie. Poza wspólną platformą i układem napędowym, samochó∂ zyskał także podobne proporcje nadwozia. Jednocześnie przyozdobiły go charakterystyczne detale jak wąskie reflektory, rozbudowana osłona chłodnicy przenikająca w strukturę zderzaka, wąskie tylne lampy połączone blendą i czarny słupek "D".
Kabina pasażerska utrzymana została w estetyce tożsamej z innymi modelami z linii "Ocean", wyróżniając się nieregularnie ukształtowanym panelem z tworzywa sztucznego na kokpicie, nisko osadzonymi kratkami nawiewów i centralnie umieszczonym, dotykowym ekranem o przekątnej 15,6 cala z funkcją obracania w zakresie 90 stopni.

### Sprzedaż
BYD Sea Lion 05 został zbudowany z myślą o wewnętrznym rynku chińskim, trafiając do sprzedaży tuż po premierze - we wrześniu 2024. Z ceną 112 800 juanów za podstawowy wariant, samochód został jednym z najtańszych modeli w rozległej gamie BYD Auto.

### Dane techniczne
Sea Lion 05 wyposażony został wyłącznie w hybrydowy układ napędowy, który połączył wolnossący silnik benzynowy o pojemności 1,5 litra i mocy 99 KM z silnikiem elektrycznym o mocy 160 KM. W cyklu mieszanym samochód ma przejechać do 2000 kilometrów i spalić średnio 4,9 litra paliwa na 100 kilometrów, a bateria LFP o pojemności 18,3 kWh ma umożliwiać przejechanie w trybie czysto elektrycznym do 93 kilometrów w trybie pomiarowym CLTC.